# 艦艇自衛システム
艦艇自衛システム（英語: Ship Self-Defence System, SSDS）は、アメリカ海軍のC4Iシステム。対艦ミサイルなどの脅威に対して、軍艦が効果的な自衛行動を行えるようにするシステムである。

## SSDS Mk.0 (RAIDS)

### 来歴
SSDS Mk 0は、当初はAN/SYQ-17 RAIDS（Rapid Anti-Ship Cruise Missile Integrated Defense System）と称されていた。これはタンカー戦争などに伴うペルシア湾での活動経験を踏まえた艦隊の要請を受けて、海軍海上戦闘センター（NSWC）によって1988年度より開発されていたものであり、特にスターク被弾事件の教訓が意識された。
スターク被弾事件では、同艦が普段からあまりに多くの誤警報に翻弄されており、真の脅威信号が埋没してしまったことで反応が遅くなり、またいつどのように回避機動やチャフ発射を行うかの判断も困難になっていた。この問題に対して、艦上のセンサからの情報や、ソフトキルとハードキルといった対抗手段を適切に使用するためのシステムとして構想されたのがRAIDSであった。

### 構成

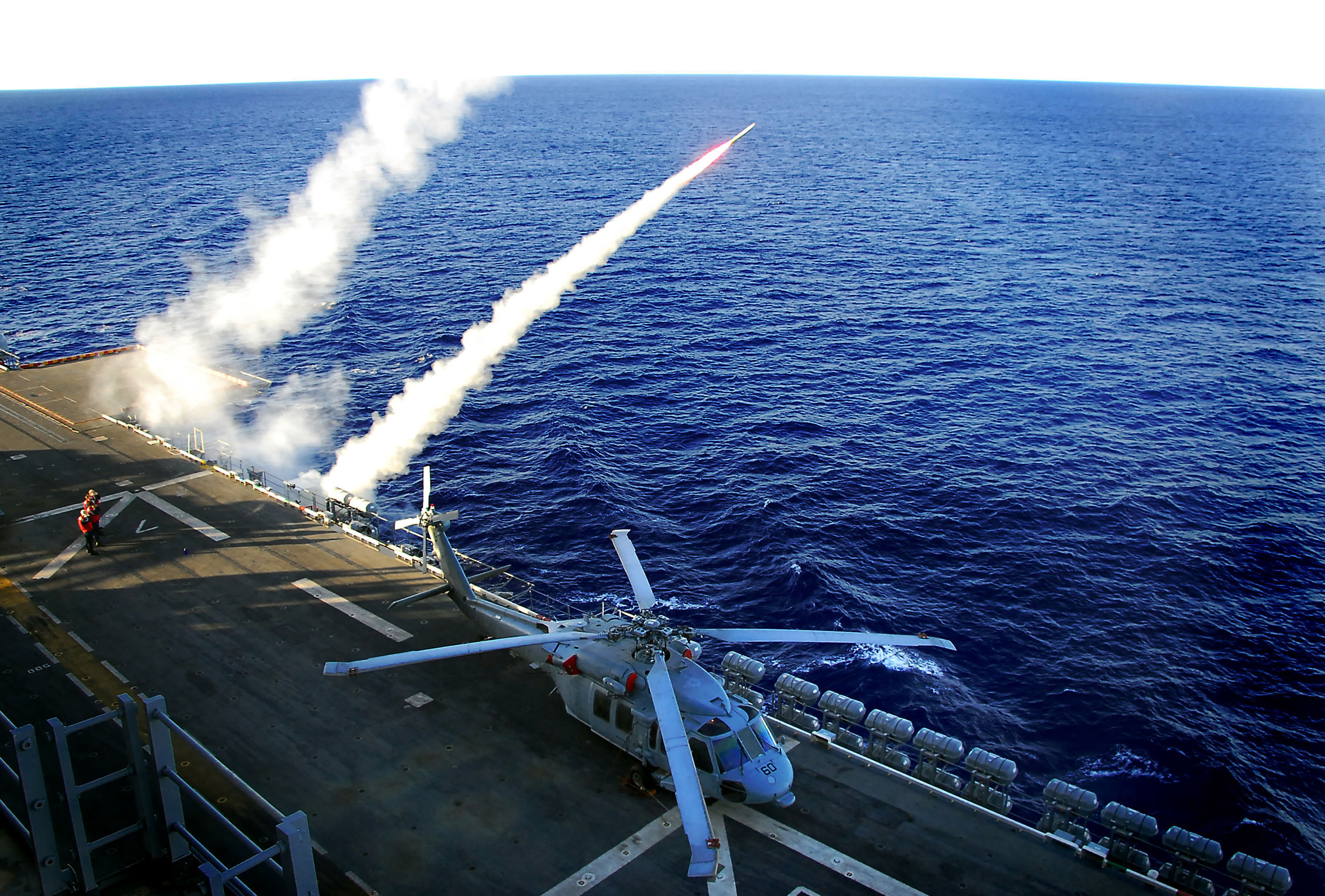
Mk.36 SRBOCによるチャフ・フレアの投射

RAIDSは、戦況の全体像を把握するためのセンサーとソフトキルの成否を判断するためのセンサー、そして状況表示・分析装置という3つの要素を連接する。戦況把握のためのセンサーとしては、戦術データ・リンクを介して海軍戦術情報システム（NTDS）に入力された情報や、AN/SLQ-32・ULQ-16電波探知装置、ファランクスCIWSのレーダーが用いられた。一方、ソフトキルの成否を判断するためのセンサーとしては、Mk.23 TASやMk.86 砲射撃指揮装置のレーダーが用いられた。
これらのセンサーは、それぞれ486プロセッサを有するRAIDSインターフェース装置を介してLANに連接されており、LAN全体で8個のCPUが動作していた。主情報処理装置（track manager）の主たる目的は、戦術情報処理装置（CDS）で生成されたレーダー追尾情報に電波放射情報を関連付けて、レーダー追尾における距離や距離変化率、電波放射における特性を考慮して、対応すべき目標を決定することにより、誤報を最小限に抑えることにあった。また艦の機動に対するリコメンデーションは、風やチャフ雲の大きさ・展張時間、艦のレーダー反射断面積、センサや武器の死角を考慮して決定された。
RAIDSの情報表示装置は、戦闘指揮所（CIC）では戦術行動士官（TAO）・水上戦闘指揮官（SWC）用コンソールと電子戦指揮官用コンソールの隣に設置されたほか、艦橋でも方位儀の近くに設置された。

### 開発史
1992年度予算では、技術開発モデル（EDM）2基と訓練装置3基、そして実用機9基が製作される予定だったが、EDMの評価結果を踏まえて、実用機の製作は先送りされた。1993年1月から3月にかけて、スプルーアンス級駆逐艦においてRAIDSの運用試験が行われた。同年7月には実用性評価に合格し、8月には量産が承認された。また1999年1月までに、オリバー・ハザード・ペリー級ミサイルフリゲートのうち11隻に対しても搭載された。
一方、更に自動化を進めたフェーズ2の計画は、SSDSブロック1へと発展していった。またNSWCダールグレン支所では独自にRAIDSの後継機としてASDCS（Advanced Self-Defense Combat System）の開発を進めていたが、1996年度より、その成果もSSDS計画に取り込まれていった。

## SSDS Mk.1

### 来歴
SSDSの開発は、スターク被弾事件を受けた議会の指示によって着手されたもので、1991年8月に任務要求事項 (MNS) が提示された。SSDS計画の構想にあたっては、1985年に海軍海洋システムコマンド (NAVSEA) からの委託を受けたジョンズ・ホプキンズ大学応用物理研究所 (APL) が艦艇の自衛について検討したクスタース研究（Kuesters' Study）が参考とされた。
そしてSSDSの技術的な基礎となったのが、NATO対空戦システム（NAAWS）に関する研究であった。これは1986年11月にアメリカ国防総省がNATO諸国に対して艦艇の自衛能力に関する共同研究計画を提案したことを端緒としており、1987年から1991年にかけて、カナダやドイツ、オランダ、スペイン、イギリスが参画しての共同研究が行われた。具体的なシステムの開発には至らなかったものの、センサとしてはアクティブ・フェーズドアレイ・アンテナを用いたレーダーのほかに赤外線センサや電波探知装置、また対空兵器としては機動性に優れた短距離艦対空ミサイルを採用し、高度に自動化した分散システムとして構想されていた。
NAAWSに関する国際共同研究終了直後の1991年、その成果を踏まえて、海軍はQRCC（Quick Reaction Combat Capability）計画に着手した。ドック型揚陸艦は水陸両用作戦のために敵支配地域の沿岸に接近する必要があるにもかかわらず、戦術情報処理装置を持たず防空力が弱体であることが問題視されており、まずこれが搭載母艦として選ばれた。APLのほかNSWCダールグレン支所やヒューズ社とが協力して20か月で設計を完了し、そのデモ機は、1993年3月から4月にかけて揚陸艦「ホイッドビー・アイランド」に艤装されたのち、同年6月には概念実証実験を行うまでに至ったが、これはSSDSコンセプトの実験をも兼ねたものであった。この実験では、2つの模擬「脅威」目標（曳航デコイ装置と無人航空機）に対して、ほぼ同時に、完全自動で探知から発射までの一連の対処行動を成功させた。
この成功を受けて、QRCCデモ機を発展させた量産機としてのSSDS Mk.1の開発が進められるとともに、同年8月には、これをホイッドビー・アイランド級およびハーパーズ・フェリー級ドック型揚陸艦に搭載するための検討が開始された。

### 構成

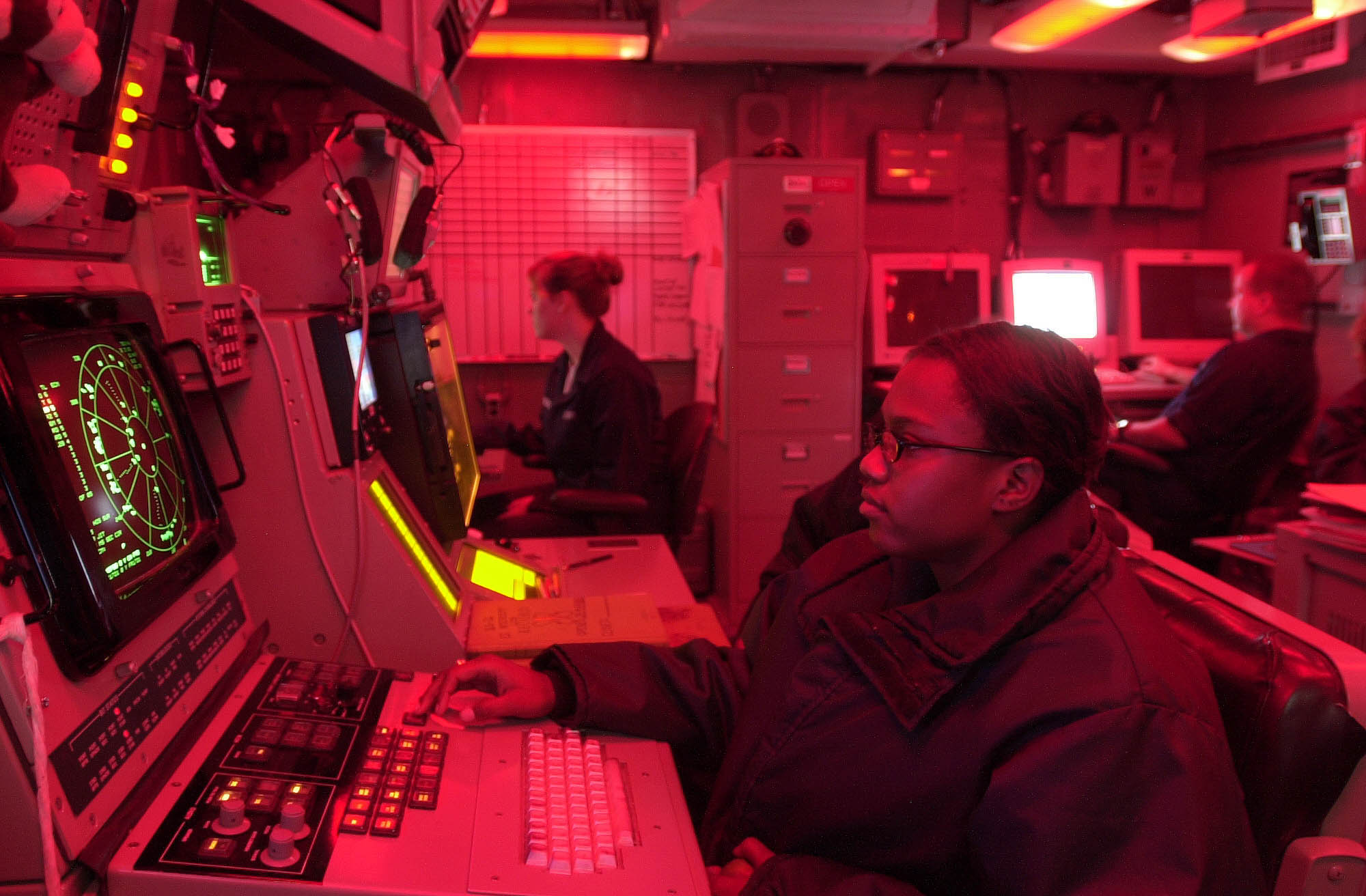
空母「ニミッツ」艦上のSLQ-32 操作端末

艦上のセンサをネットワークで連接して分散システムを構成し、効果的に使用するという点ではRAIDS（SSDS Mk.0）と同様だが、RAIDSはあくまで意思決定支援システムに留まっていたのに対し、SSDSではネットワークに対空兵器をも組み込んで、武器システムとしての性格も備えている。
QRCCデモ機では、ファランクスCIWSのレーダーとAN/SPS-49対空捜索レーダー、AN/SLQ-32電波探知装置、AN/SAR-8赤外線捜索追尾システムをセンサー、RAM近接防空ミサイルとファランクスCIWSの機銃各1基を対空兵器としており、これらをFDDI/SAFENET光ファイバー・ネットワークで連接していた。これらのセンサや兵器はそれぞれLAN連接装置を備えていたほか、RAMについてはAN/UYK-44電子計算機も備えていた。またネットワークには、センサーと兵器を管制するため、それぞれ1基ずつのAN/UYQ-70ワークステーションも組み込まれた。
そしてSSDS Mk.1では、センサーとしてAN/SPS-49とAN/SLQ-32に加えてAN/SPS-67対水上捜索レーダーと敵味方識別装置（IFF）も組み込まれたほか、対空兵器もファランクスとRAMがそれぞれ2基ずつに増備され、ワークステーションも3基になった。

### 運用史
SSDS Mk.1の最初の量産機は「アシュランド」用に開発され、1997年夏に海軍の正式な運用評価試験に合格した。同機の開発は低コスト・短期間で行われたため、調達の効率性を評価する連邦政府のハンマー賞を受賞した。その後、2004年までにホイッドビー・アイランド級およびハーパーズ・フェリー級の全12隻に搭載された。

## SSDS Mk.2

### 構成
SSDS Mk.1をもとに、更に包括的なシステムとして開発されたのがSSDS Mk.2である。これは艦の戦術情報処理装置の機能を取り込んで、戦術データ・リンクやGCCS、更に共同交戦能力（CEC）と連接するとともに、武器システムとしてシースパローIBPDMS（個艦防空ミサイル・システム）をも組み込んだものであった。またセンサとしてAN/SPQ-9B低空警戒レーダーが追加されたほか、航空母艦やサン・アントニオ級ドック型輸送揚陸艦への搭載を想定して開発されたこともあり、AN/SPS-48E 3次元レーダーも組み込まれるようになっている。
SSDS Mk.2は、まずmod.0からmod.2までの3つのバージョンとして開発された。最初に開発されたmod.0は、艦の戦術情報処理装置であるACDS（Advanced Combat Direction System）ブロック1とCECに連接されたシステムであったのに対し、mod.2はACDSブロック1の機能を取り込んだものとされた。

### 運用史
まず2001年、「ニミッツ」が燃料棒交換とあわせた近代化改修 (RCOH) の際にmod.0システムを搭載した。一方、これに続いてRCOHを行った「ドワイト・D・アイゼンハワー」と、当時建造中だった「ロナルド・レーガン」ではmod.1システムが搭載されており、後に「ニミッツ」のシステムも同規格に改修されたほか、他の同級艦にも順次に搭載が進められている。
また揚陸艦への搭載も進められており、ドック型輸送揚陸艦（LPD）「サン・アントニオ」ではmod.2システムが、強襲揚陸艦（LHD）「マキン・アイランド」ではmod.3システムが搭載された。そしてアメリカ級強襲揚陸艦ではmod.4Bシステムが搭載されている。